# バーミングハム (CL-2)
| USS Birmingham (CL-2) |                                                    |
| 艦歴                  |                                                    |
| 発注:                 |                                                    |
| 起工:                 | 1905年8月14日                                      |
| 進水:                 | 1907年5月29日                                      |
| 就役:                 | 1908年4月11日                                      |
| 退役:                 | 1923年12月1日                                      |
| その後:               | 1930年に廃棄                                       |
| 除籍:                 |                                                    |
| 性能諸元              |                                                    |
| 排水量:               | 3,750 トン                                         |
| 全長:                 | 423.1 ft                                           |
| 全幅:                 | 47.1 ft                                            |
| 吃水:                 | 16.9 ft                                            |
| 機関:                 |                                                    |
| 最大速:               | 24.5ノット                                         |
| 兵員:                 | 士官、兵員359名                                    |
| 兵装:                 | 5インチ砲2門、3インチ砲6門、 21インチ魚雷発射管2門 |

バーミングハム(USS Birmingham, CL-2)は、アメリカ海軍の軽巡洋艦。チェスター級軽巡洋艦の2番艦。艦名はアラバマ州バーミングハムに因む。

## 艦歴
バーミングハムは1905年8月14日にマサチューセッツ州クインシーのフォアリバー造船所で起工する。1907年5月29日にL・アンダーウッドによって進水し、1908年4月11日にB・T・ワーリン艦長の指揮下就役する。
就役後は1911年6月27日まで大西洋艦隊で活動し、その三日後にボストンで予備役となる。1910年11月14日に艦上に特設した飛行甲板からユージン・バートン・イーリーがカーチス モデルDにより世界で初めての航空機による発艦に成功した。
1911年12月15日に再就役したバーミングハムは西インド諸島への短期巡航を行った後、1912年4月20日にフィラデルフィアで大西洋予備役艦隊に帰還する。1912年5月19日から7月11日まで寒冷地偵察を行った後、フィラデルフィア予備役グループに戻る。1913年10月1日に再就役し、10月3日から12月26日まで南米視察団の巡航を行う。その後フィラデルフィア海軍工廠で水雷小艦隊の母艦としての艤装が行われた。
1914年2月2日に工廠を出航し、大西洋艦隊水雷小艦隊の旗艦任務に復帰する。1914年4月22日から5月25日まで艦隊と共にメキシコ水域で活動し、この期間、ベラクルスで機雷探索中の4月25日に、2機のカーチスF型複葉機による初のアメリカ軍における大型航空機による軍事活動を実施した。1916年には大西洋艦隊駆逐艦部隊および第3水雷小戦隊の旗艦となる。
アメリカ合衆国の第一次世界大戦への参戦に続いて、バーミングハムは1917年6月14日まで北東部沿岸の偵察を行い、その後フランスへの兵員輸送船団の護衛任務に就くためニューヨークに向かう。ニューヨーク下から帰還するとヨーロッパでの任務のための改修が行われ、8月にはジブラルタルでジブラルタル派遣軍司令官A・P・ニブラック少将の旗艦となる。バーミングハムは休戦までジブラルタル、イギリス諸島、フランスの間の輸送船を護衛した。地中海東部への短期巡航後、1919年1月に帰国した。
1919年7月から1922年5月までバーミングハムはカリフォルニア州サンディエゴを拠点として、太平洋艦隊駆逐艦戦隊の旗艦任務に就き、その後パナマ運河地帯のバルボアへ移動、特別任務戦隊の旗艦となる。中央アメリカ、南アメリカ北部沿岸での活動後フィラデルフィア海軍工廠に帰還し、1923年12月1日に退役、1930年5月13日にスクラップとして売却された。